# Snježni plug
Snježni plug ili ralica je uređaj koji može biti montiran cestovno ili željezničko vozilo i ima za svrhu uklanjanje snijega i leda na prometnicama i drugim vanjskim površinama.
Snježne plugove uglavno rabe vozila za zimsko održavanje prometnica osobito u područjima gdje redovito zimi pada snijeg.

## Povijest
Prvi plugovi su bili od drva koje su vukli konji. S pojavom automobila brojni izumitelji su poboljšali postojeće plugove.
Moderni plugovi mogu imati promjenjivu geometriju krila da budu prikladni za obavljanje više različitih zadataka zimske službe: Primjerice plug za probijanje ili za prikupljanje snijega. Plugovi mogu biti prvenstveno namijenjeni gradovima s uskim prometnicama, ili čišćenju otvorenih prometnica i autocesta zbog visokih padalina.
Prolaskom pluga prometnice postaju slobodne za daljnje prometovanje. Ovisno o površini koju čisti, na snježni plug mogu se ugraditi čelični, keramički, gumeni ili elastomerski noževi. Moderni modeli prilagođavaju površinu koju čiste sustavom podesivog hidrauličkog rasterećenja čime se postižu velike uštede u potrošnji goriva i očuvanju noževa pluga, uz istu kvalitetu čišćenja snijega.